# 吉村英孝
吉村 英孝（よしむら ひでたか、1975年 - ）は、日本工業大学准教授。吉村研究室[建築論、都市デザイン]主宰。日本の建築家。吉村英孝建築設計事務所主宰。一級建築士。
東京工業大学塚本由晴研究室出身。建築家の吉村靖孝は兄。

## 略歴
- 1994年、愛知県立岡崎高等学校卒業。
- 1998年、東京工業大学工学部建築学科卒業。
- 2000年、東京工業大学大学院理工学研究科建築学専攻博士前期課程修了。
- 2001年、SUPER-OSを吉村靖孝、吉村真代と開始[5]。
- 2005年、東京工業大学大学院理工学研究科建築学専攻博士後期課程単位取得満期退学
- 2005年、吉村英孝建築設計事務所設立。東京工業大学Associate Resercher。2007年から2009年まで東京理科大学非常勤講師。2010年から日本工業大学准教授[6]。

## 主な作品
- 1999年 DOUBLE TEMPO　[DRUG STORE][7][8]
- 2003年 MATSUDAI VILLAGE MUSEUM　[MUSEUM]
- 2003年 TWO-TONE　[APARTMENT]
- 2003年 FIZZ　[INTERIOR RENOVATION]
- 2003年 DRIFT　[CASA]
- 2004年 KAME-YA　[HOTEL'S RESTAURANT RENOVATION]
- 2004年 西光寺[TEMPLE][9]
- 2005年 K-BONE SETTER　[CLINIC RENOVATION]
- 2006年 705 DANCE STUDIO　[STUDIO RENOVATION]
- 2007年 I-KANKO HOTEL　[RENOVATION PROJECT]
- 2008年 西光寺本堂 [INTERIOR ORNAMENT]
- 2008年 西光寺 門　[TEA HOUSE]
- 2009年 西光寺 廊　[CORRIDOR]
- 2011年 NAP GALLERY KITCHEN [FURNITURE]
- 2012年 NAP GALLERY SHELF　[FURNITURE]
- 2012年 ICHIRYU DOU　[FURNITURE]

## 受賞歴
- 1998年 東京工業大学大岡山賞
- 2005年 第22回 吉岡賞[10]
- 2007年度グッドデザイン賞受賞
- 2013年度グッドデザイン賞受賞（日本工業大学W2棟）[11]